# 安藤尋
安藤 尋（あんどう ひろし、1965年6月13日- ）は日本の映画監督。東京都出身。若者の生活を題材にした作品を多く手がける。

## 経歴
早稲田大学在学中より映画研究会に在籍し映画製作の現場に携わる。1989年頃より助監督として活動し、成人向け映画をへて1997年に「pierce LOVE＆HATE」を監督したが、2002年まで劇場公開は果たせなかった。
1999年のオリジナル作品『dead BEAT』が劇場公開映画デビュー作となる。
2003年に魚喃キリコ原作の『blue』が公開された。
安藤の監督作は大友良英が音楽を担当し、村上淳が出演する作品が多い。
2014年に『海を感じる時』で第44回ロッテルダム国際映画祭スペクトラム部門正式出品、2014年「映画芸術」ベスト１に選ばれる。

## 主な監督作品

### 映画
- 超アブノーマルSEX 変態まみれ（1993年）　※ピンク映画
- pierce LOVE＆HATE（1997年）
- dead BEAT（1998年）- 脚本・監督
- blue（2002年）
- ココロとカラダ（2004年）- 脚本・監督
- ZOO（2005年）
- 僕は妹に恋をする（2006年）-共同脚本・監督
- いつかあの日となる今日（2008年）
- ケータイ刑事 THE MOVIE3 モーニング娘。救出大作戦!〜パンドラの箱の秘密（2011年）
- +1（プラスワン）vol.4　「夜の途中」（2013年5月25日公開）
- 海を感じる時（2014年9月13日公開）
- 花芯（2016年8月6日公開） [1]
- 月と雷（2017年10月7日）

### テレビドラマ
- つげ義春ワールド・義男の青春（1998年、テレビ東京）
- 恋する日曜日「ロンリィザウルス」「猫」（2003年4月-9月、BS-i）
- ケータイ刑事 銭形愛（2002年10月-2003年3月、BS-i）
- ケータイ刑事 銭形舞（2003年10月-12月、BS-i）
- ケータイ刑事 銭形泪（2004年1月-9月、BS-i）
- ケータイ刑事 銭形零（2004年10月-2005年3月、BS-i）
- ケータイ刑事 銭形命（2009年7月-9月、BS-TBS）
- Girl's BOX「クリスマスのゆくえ」（2005年12月、BS-i）
- 恋する日曜日第3シリーズ「忘れ路の面影」（2007年4月-9月、BS-i）
- 恋愛診断・制服のイブ （2007年7月-9月、テレビ東京）
- 東京少女山下リオ「初恋ダッシュ。」「私が欲しいもの」（2008年4月、BS-i）

### オリジナルビデオ
- 痴漢白書5（1996年）
- 新・痴漢日記2（1999年）
- 恋愛家庭教師 密まみれの唇（2002年）- 脚本・監督
- 高校教師 飼育の校舎（2003年）
- 高校教師 欲情する聖女たち（2004年）
- 機械仕掛けのRQ（2006年）